# Łukoszyno-Borki
Łukoszyno-Borki – wieś w Polsce położona w województwie mazowieckim, w powiecie płockim, w gminie Brudzeń Duży.
Wieś wchodzi w skład sołectwa Bądkowo-Rochny.
W latach 1975–1998 miejscowość administracyjnie należała do województwa płockiego.
Miejscowość leży przy granicy z Gminą Mochowo.
Część wsi znajduje się na terenie Brudzeńskiego Parku Krajobrazowego. Droga, wzdłuż której rozciągnięta jest miejscowość, stanowi jednocześnie granicę otuliny tego parku.